# Вивиан Пикълс
Вивиан Пикълс (на английски: Vivian Pickles) е английска актриса. По време на своята 55-годишна филмова кариера Вивиан играе в 52 филма и телевизионни сериали.

## Биография
Пикълс е родена на 21 октомври 1931 г. в Лондон.
От февруари 1964 г. до смъртта си на 3 юни 2007 г. неин съпруг е актьорът Гордън Гостелоу. От този брак Пикълс има син – Хари Гостелоу (роден през декември 1964 г.).